# Unione Sportiva Brescello 2001-2002
Questa voce raccoglie le informazioni riguardanti  l'Unione Sportiva Brescello nelle competizioni ufficiali della stagione 2001-2002.

## Rosa
| N. |                                 | Ruolo | Calciatore           |
| -- | ------------------------------- | ----- | -------------------- |
|    | Italia (bandiera)               | D     | Stefano Archetti     |
|    | Italia (bandiera)               | D     | Matteo Bertoli       |
|    | Francia (bandiera)              | C     | David Bettoni        |
|    | Italia (bandiera)               | A     | Girolamo Bizzarri    |
|    | Italia (bandiera)               | C     | Claudio Borghi       |
|    | Italia (bandiera)               |       | Carlini              |
|    | Italia (bandiera)               | C     | Tarcisio Catanese    |
|    | Italia (bandiera)               | C     | Giacomo Curioni      |
|    | Italia (bandiera)               | C     | Lorenzo Dal Rio      |
|    | Italia (bandiera)               | A     | Luca Digiulioantonio |
|    | Italia (bandiera)               | A     | Pasquale Esposito    |
|    | Italia (bandiera)               | D     | Andrea Federici      |
|    | Bosnia ed Erzegovina (bandiera) | C     | Amar Ferhatovic      |
|    | Italia (bandiera)               | D     | Davide Ferrari       |

| N. |                                 | Ruolo | Calciatore           |
| -- | ------------------------------- | ----- | -------------------- |
|    | Italia (bandiera)               | C     | Andrea Gentile       |
|    | Italia (bandiera)               | C     | Luigi Giandomenico   |
|    | Italia (bandiera)               | A     | Federico Giarretta   |
|    | Italia (bandiera)               | D     | Marco Libassi        |
|    | Marocco (bandiera)              | A     | Houloy Nichan Miftah |
|    | Italia (bandiera)               | C     | Dario Morello        |
|    | Italia (bandiera)               | D     | Ermes Paoletti       |
|    | Italia (bandiera)               | D     | Marco Pedotti        |
|    | Bosnia ed Erzegovina (bandiera) | A     | Ermin Poturak        |
|    | Italia (bandiera)               | A     | Cristian Protti      |
|    | Italia (bandiera)               | P     | Cristia Reggiani     |
|    | Italia (bandiera)               | P     | Andrea Sardini       |
|    | Italia (bandiera)               | C     | Manuel Scalise       |